# Enchophyllum rileyi
Enchophyllum rileyi är en insektsart som beskrevs av Goding. Enchophyllum rileyi ingår i släktet Enchophyllum och familjen hornstritar. Inga underarter finns listade i Catalogue of Life.